# Säj det med en sång
"Säj det med en sång" (även känd som "Säg det med en sång") är en sång skriven av Benny Andersson, Björn Ulvaeus och Stikkan Anderson. Den framfördes av Lena Andersson i den svenska Melodifestivalen 1972  där melodin slutade på tredje plats. Singeln släpptes i februari 1972.
Melodin testades på Svensktoppen, där den sammanlagt låg i elva omgångar under perioden 9 april-18 juni 1972, med förstaplats som högsta placering.
Den utgavs på singeln Polar POS 1148.